# 亚洲跛足猛水蚤
亚洲跛足猛水蚤（学名：Mesochra prowazeki）为异足猛水蚤科跛足猛水蚤属的动物。分布于印度尼西亚以及中国大陆的天津等地，一般生活于咸淡水及淡水中。